# さなげ足助バス
さなげ足助バス（さなげあすけバス）は、かつて愛知県豊田市の市内を走っていたコミュニティバスである。2007年（平成19年）11月1日より、とよたおいでんバスとして統合された。

## 概略
2002年（平成14年）9月に廃止された名鉄バス西中金・足助線の代替として、同年10月に営業を開始した西中金足助バスを前身とする。その後、2004年（平成16年）3月の名鉄三河線 猿投〜西中金間の廃止に伴い、同年4月より「さなげ足助バス」の代替バス営業となった。その際、要望があった西中金駅から猿投駅を経て愛知環状鉄道・愛知環状鉄道線 四郷駅への延伸と西中金足助バスでは営業区間として含まれていなかった足助地区の『百年草』方面への延伸も行なわれた。
路線形式は四郷駅から足助地区の『百年草』までを結ぶコミュニティバスで、西中金足助バス時代から豊田市と足助町の支援のもと、名鉄東部交通および豊栄交通の運行で営業されていたが、2005年（平成17年）4月1日の足助町等の豊田市への編入合併に伴い、豊田市がこれを引き継ぐ形となった（運行委託先は変更無し）。
なお、2007年（平成19年）11月1日より、とよたおいでんバスさなげ・足助線としておいでんバスに統合され。四郷駅から先が豊田厚生病院迄延伸されている。

## 香嵐渓渋滞問題
香嵐渓の紅葉がシーズンとなる11月の半ば前後から終りにかけて、このバスの他に乗合ジャンボタクシーが営業された。これも西中金足助バス時代からの営業で、豊田市と足助町（合併後は豊田市単独）の支援のもと名鉄東部交通および豊栄交通の運行で営業されていた。ただ、途中区間の相違や猿投駅（猿投～西中金間廃止前は西中金駅）と足助支所（合併までは足助町役場）の間を直行で結んでいた点が違う。なお、国道153号（飯田街道）の混雑が激しい昼間のみである。
ただ、特に混雑が激しい11月下旬の土日祝日（猿投グリーンロードからの道路渋滞のときもある）にはさなげ足助バスの大幅遅延も起るため、さなげ足助バスの四郷駅～西中金間の増便等といった対応も行なっていたが、全く追いついておらず、ダイヤの乱れが終日続くこともあった。

## 使用車種
主に幹事会社である豊栄交通が保有するポンチョを使用しており、一部では名鉄東部交通が所有する日野リエッセを使用していた。
西中金足助バス時代にはジャンボタクシー仕様の車両で運用。名称変更後も香嵐渓混雑期のさなげ足助バス増便分や乗合ジャンボタクシーで運用されていた。

## 路線
いずれも、おいでんバス以前の路線。
路線1
- 四郷駅から『百年草』までの路線。
- 主な停留所：四郷駅、猿投駅、運動公園、枝下、広瀬、西中金、足助病院、香嵐渓、百年草

路線2
- 四郷駅から『西中金』までの路線。
- 主な停留所：四郷駅、猿投駅、運動公園、枝下、広瀬、西中金

## 運賃
- 100～600円。
- 定期券、回数券があった。

## 年表
- 2002年（平成14年）10月1日：名鉄バスの「西中金・足助線」廃止を引き継ぐため、豊田市と足助町の共同補助として「西中金足助バス」を運行開始。
- 2004年（平成16年）4月1日：区間廃止となった三河線の代替交通として「西中金足助バス」を再編し「さなげ足助バス」として運行開始[1]。
- 2007年（平成19年）11月1日：おいでんバスに統合。

## 利用状況
2006年（平成18年）度の実績
- 運行経費：61,686千円
- 運賃収入：32,071千円
- 市負担額：29,351千円
- 乗車人員：152,103人
- 1便当たりの平均乗車人員：11.4人

## 運行会社
- 豊栄交通（幹事会社）
- 名鉄東部交通